# Klaudyna Potocka
Klaudyna Potocka, z domu Działyńska (ur. 27 sierpnia 1801 na zamku w Kórniku, zm. 8 czerwca 1836 w Genewie) – polska arystokratka. Działaczka patriotyczna. Zasłużyła się m.in. pomocą rannym w czasie powstania listopadowego.

## Życiorys
Córka Ksawerego Działyńskiego (senatora-wojewody Księstwa Warszawskiego i Królestwa Kongresowego), siostra Tytusa Działyńskiego, żona Bernarda Potockiego – syna pisarza Jana Potockiego, autora Rękopisu znalezionego w Saragossie, przyjaciółka Emilii Sczanieckiej.
Pochodziła z zasłużonej dla kraju rodziny Działyńskich. Jej ojciec Ksawery Szymon Działyński, razem z bratem Ignacym, należał do aktywnych uczestników prac Sejmu Czteroletniego i twórców Konstytucji 3 maja. Po śmierci ojca, matka Klaudyny odbyła z nią podróż do Warszawy, Wiednia i Paryża. Tam Klaudyna pobierała lekcje gry na fortepianie, dykcji, tańca, rysunków u znanych mistrzów. W 1823 roku powróciła z matką do Konarzewa, gdzie 25 września 1825 poślubiła Andrzeja Bernarda Potockiego.
Zasłużyła się swą pełną poświęcenia pracą nad pielęgnowaniem rannych w dobie powstania listopadowego. Po jego upadku osiedliła się w Dreźnie, gdzie – spieniężywszy swe klejnoty – niosła pomoc emigrantom. Tam nawiązała bliski kontakt z Mickiewiczem, Polem, Odyńcem, Garczyńskim, którego pielęgnowała następnie w chorobie. Dzięki zapisanym przez nią funduszom powstała w Paryżu instytucja dobroczynna „Czci i chleba” roztaczająca opiekę nad emigrantami.
Właścicielka Wyspy Zamkowej na Jeziorze Góreckim wraz z romantycznym zamkiem. Utrzymywała Schronisko Polskie w Dreźnie, wspomagała prasę emigracyjną.
Po wyjeździe z Drezna Potoccy zamieszkali w Genewie. W tym samym domu podczas swego pobytu w tym mieście mieszkał Adam Mickiewicz.
Zmarła w Genewie 8 czerwca 1836 z powodu powikłań chorób płuc i serca, będąc w siódmym miesiącu ciąży. Została pochowana na genewskim cmentarzu Carouge. Podobno w dniu pogrzebu na znak żałoby i uznania jej zasług na polu dobroczynności genewscy kupcy zamknęli sklepy. W roku 1852 jej prochy przeniesiono na cmentarzu w Montmorency koło Paryża.
W 1984 r. została odznaczona pośmiertnie Gwiazdą Wytrwałości – odznaczeniem prywatnym nadawanym przez bliżej nieokreśloną kapitułę.

## Upamiętnienie
- We Lwowie zostało założone Towarzystwo imienia Klaudii z Działyńskich Potockiej[4], podczas powstania styczniowego Komitet Dam Rewolucyjny tzw. „Komitet Sióstr Klaudii”, powszechnie określany jako „Klaudynki”[5][6].
- Na samym początku historii skautingu w Polsce, w grudniu 1911 r., powstała I Drużyna Skautek im. Klaudii z Działyńskich Potockiej w Krakowie pod komendą Romy Wodziczko-Dediowej, w oparciu o pierwszy zastęp żeński założony we wrześniu przez Zofię Langierównę[7].
- Klaudyna Potocka została patronką V Liceum Ogólnokształcącego w Poznaniu oraz ulicy w tymże mieście.
- W kościele św. Wojciecha w Poznaniu znajduje się tablica upamiętniająca Klaudynę Potocką.

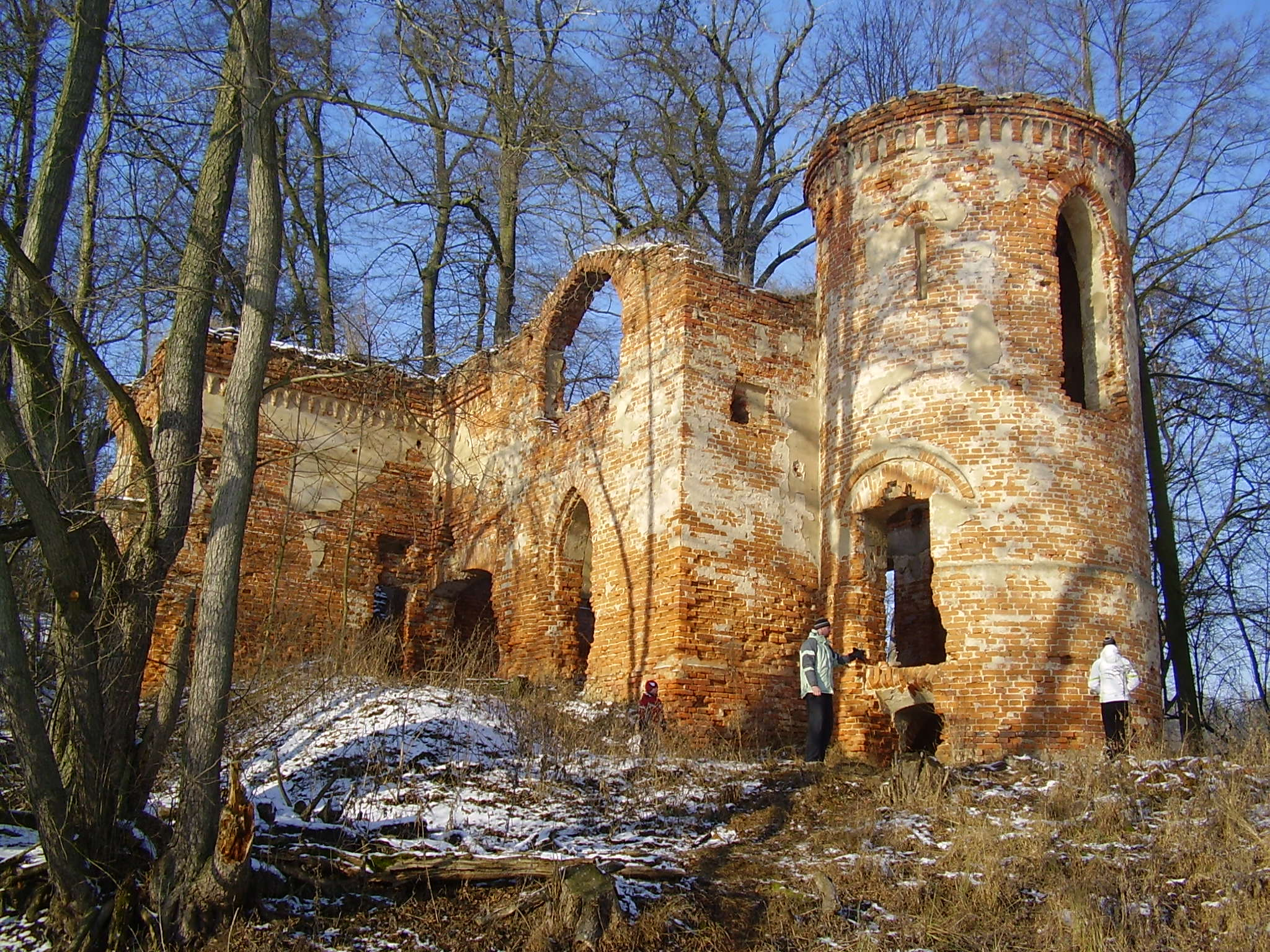
Zamek Klaudyny Potockiej na Jeziorze Góreckim
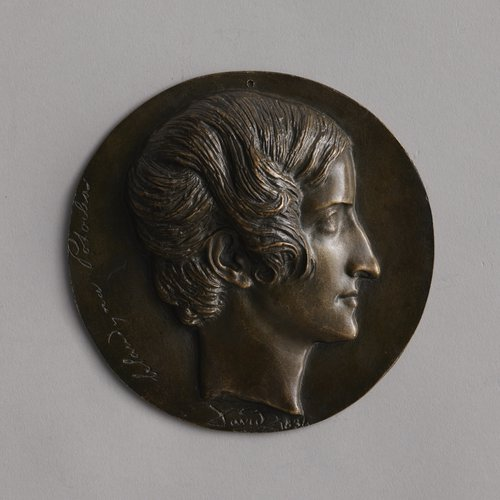
Medalion z 1831 r. autorstwa Davida d’Angers
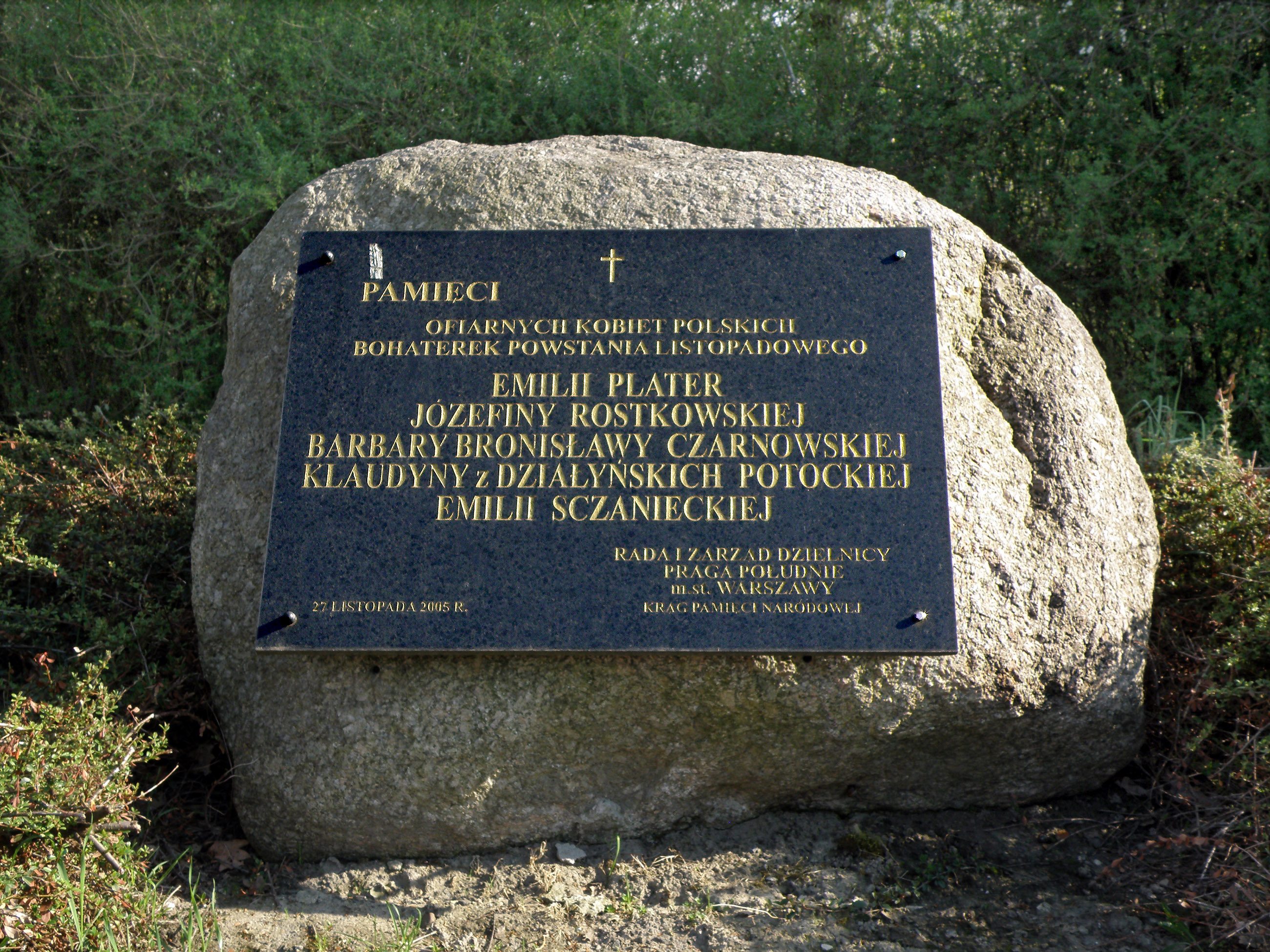
Głaz w Alei Chwały (Warszawa Rembertów) – wśród bohaterek powstania listopadowego uhonorowana jest Klaudyna Potocka
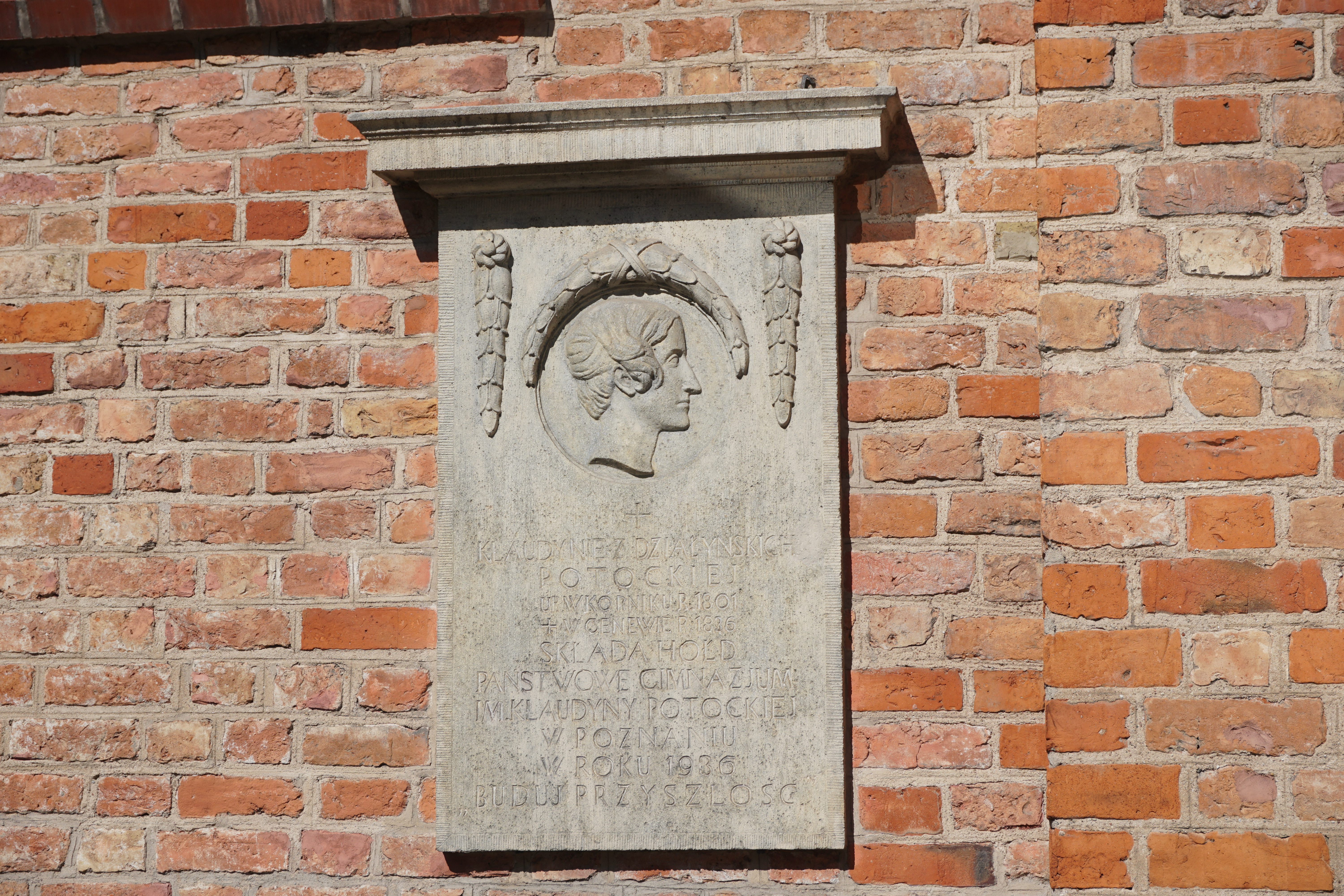
Tablica poświęcona Klaudynie Potockiej na południowej ścianie kościoła św. Wojciecha w Poznaniu